# Coenonympha macromma
Coenonympha macromma är en fjärilsart som beskrevs av Turati och Ruggero Verity 1910. Coenonympha macromma ingår i släktet Coenonympha och familjen praktfjärilar. Inga underarter finns listade i Catalogue of Life.